# Team Seas
Team Seas (стилизованный под #TEAMSEAS) — международный совместный проект по сбору средств, который был запущен ютуберами MrBeast и Марком Робером в развитие проекта Team Trees. В ходе сбора средств удалось собрать более 33 миллионов долларов США. Все пожертвования от сбора средств идут в Фонд охраны океана и организацию по очистке океана, причём организации делят пожертвования пополам. Цель сбора средств — убрать 30 000 000 фунтов (14 000 000 кг) морского мусора из океана, убрав 1 фунт (0,45 кг) морского мусора из океана за каждый пожертвованный 1 доллар.

## Происхождение
Предыдущий сбор средств Team Trees был запущен 25 октября 2019 года Джимми Дональдсон и Марком Робером. Они планировали собрать 20 миллионов долларов, что и было достигнуто. По состоянию на дату запуска Team Seas пожертвования всё ещё можно делать на веб-сайте Team Trees, и там обновляется информация о ходе посадки. По состоянию на 17 июля 2024 года было собрано 34 080 191 доллар.

## Распространение
Team Seas намеревалась убрать 30 000 000 фунтов (14 000 000 кг) морского мусора из океана к концу 2021 года, собрав 30 миллионов долларов, при этом на каждый пожертвованный доллар приходилось по одному фунту. Проект был массово опубликован в Интернете на многих различных платформах социальных сетей в пятницу, 29 октября 2021 года, в 13:00 (PT). Тысячи ютуберов из 145 стран с общим числом подписчиков в 1 миллиард создали видеоролики о сборе средств. 
1 ноября 2021 года Тоби Лютке, генеральный директор Shopify, пожертвовал 1 200 001 доллар, что превысило сумму в 1 000 001 доллар, которую он пожертвовал Team Trees.

## Статус
10 мая 2023 года Дональдсон, Робер и твиттер-аккаунт Team Seas совместно сообщили, что кампания наполовину завершена и что 112 000 добровольцев убрали 15,1 миллиона фунтов мусора в 63 странах.
17 июля 2024 года в анонсе, размещенном на YouTube, дуэт объявил, что проект завершен, и поблагодарил тех, кто принял участие в его продвижении. Завершение работы над Team Seas было «подтверждено третьей стороной».